# 中村忠 (会計学者)
中村 忠（なかむら ただし、1930年11月19日 - 2008年10月26日）は、日本の会計学者。専門は財務会計。一橋大学名誉教授。正四位瑞宝中綬章。1988年から1994年まで日本会計研究学会理事。1990年から1993年まで日本簿記学会会長、1993年から同学会顧問。2007年まで社団法人如水会調布支部長。税理士試験・公認会計士試験委員も務めた。

## 来歴
- 東京府南多摩郡七生村（現在の東京都日野市）生まれ。
- 一橋大学名誉教授、千葉商科大学学長を務めた番場嘉一郎の弟子であった。門下生に伊藤邦雄（一橋大学名誉教授）・山浦久司（明治大学名誉教授・元会計検査院長）・須田一幸（元早稲田大学教授）・佐藤倫正（名古屋大学名誉教授）・野口晃弘（名古屋大学教授）[2]等がいる。
- また学生時代から一貫して資本会計の研究を続けており、商法改正や会計基準の改廃時にはそれを解説する論文を書いている。
- 代表的著書に『現代会計学』・『現代簿記』白桃書房など多数ある。また会計に関するコラムニストとしても知られ、それらを纏めて『会計学こぼれ話』・『会計学放浪記』・『会計学つれづれ草』・『会計学風土記』として公刊している。
- 2008年10月26日午後11時15分、脳梗塞により東京都三鷹市内の病院で死去。77歳没。没後、叙正四位授瑞宝中綬章。

## 学歴
- 1948年　東京都立第二商業学校（現東京都立八王子桑志高等学校）卒業。
- 1951年　東京商科大学付属商業教員養成所（現在は廃止）卒業。
- 1951年　公認会計士試験二次試験合格。
- 1953年　一橋大学商学部卒業。
- 1958年　同大大学院商学研究科博士課程単位修得。

## 職歴
- 1958年　神奈川大学専任講師。
- 1961年　同助教授。
- 1968年　同教授。
- 1972年　一橋大学商学部教授。
- 1987年　同大商学部長。
- 1994年　一橋大を定年退官し同大名誉教授。
- 1994年　創価大学経営学部教授。
- 1996年　同大大学院経済学研究科長就任。
- 2002年　同大大学院経済学研究科客員教授就任。
- 2006年　大原大学院大学研究科長・教授就任。

この間1969年から1975年まで企業会計審議会幹事、1979年から1988年まで同委員、1984年法制審議会商法部会委員、1991年から財団法人産業経理協会評議員、1988年から1992年公認会計士第二次試験委員、1990年から1993年日本簿記学会会長等を歴任。

## 著書
- 『会計学入門』白桃書房　1961
- 『資本会計』白桃書房 1961
- 『新株式会社会計』白桃書房 1962
- 『現代会計学』白桃書房 1964
- 『最新株式会社会計』白桃書房 1964
- 『資本会計論』白桃書房 1969
- 『株式会社会計の基礎』白桃書房 1975
- 『財務諸表論セミナー』白桃書房 1976
- 『やさしい簿記入門 経理の仕組みがすぐわかる』金園社 ハウブックス　1979
- 『株式会社の経理と監査』税務研究会出版局 1983
- 『財務会計論』国元書房 1984
- 『現代簿記』白桃書房 1985
- 『会計学こぼれ話』白桃書房 1990
- 『会計学放浪記』白桃書房 1994
- 『新稿現代会計学』白桃書房 1995
- 『簿記の考え方・学び方』税務経理協会 1996
- 『会計学つれづれ草』白桃書房 1998
- 『会計学風土記』白桃書房 2003
- 『制度会計の基礎知識 制度会計の現状と諸問題を解明!!』税務研究会出版局 2003

### 共編著
- 『検定試験簿記会計 商業簿記3級』松田武共著 中央経済社 1960
- 『連結財務諸表原則 解説と検討』共著　白桃書房 1976
- 『厳選簿記問題演習』編著 中央経済社 1977
- 『基本会計用語辞典』編 白桃書房 1978
- 『会計学基礎講座 2 財務会計の基礎知識』編著　中央経済社 1982
- 『新会計諸則の考え方・学び方 特別対談』飯野利夫共著 税務経理協会 1984
- 『会計基準を学ぶ 審議会「意見書」等の検討 対談』編 税務経理協会 1986
- 『簿記の問題点をさぐる 対談』大藪俊哉共著 税務経理協会 1987
- 『企業会計と法人税』成松洋一共著 日本税理士会連合会編 税務経理協会 1991
- 『財務会計と制度会計』編著 白桃書房 1994
- 『税務会計の基礎 企業会計と法人税』成松洋一共著 税務経理協会 1998
- 『対談・新連結会計入門』小宮山賢共著 税務経理協会 1998
- 『制度会計の変革と展望』編著 白桃書房 2001